# Alf-Inge Haaland
Alf-Inge Rasdal „Alfie“ Haaland (eigentlich Håland; * 23. November 1972 in Bryne) ist ein ehemaliger norwegischer Fußballspieler. 2002 musste er aufgrund einer schweren Knieverletzung im Alter von 29 Jahren seine Spielerkarriere beenden.
Als Nationalspieler Norwegens nahm er unter anderem an der Weltmeisterschaft 1994 in den USA teil. Er ist der Vater des Fußballspielers Erling Haaland.

## Vereinskarriere

### Die Anfangsjahre
Haaland begann seine Karriere bei seinem Heimatverein Bryne FK in der zweiten norwegischen Liga. Anfangs unauffällig, entwickelte er sich ab 1991 schon in jungen Jahren zum Führungsspieler der Mannschaft. Ein Aufstieg in die Tippeliga war ihm trotz drei starker Saisons nicht vergönnt. 1992 und 1993 scheiterte man jeweils in der Relegationsrunde.
Seine abgeklärte Spielweise weckte schon früh Begehrlichkeiten verschiedener internationaler Vereine, doch Haaland blieb seinem Heimatverein bis zum Winter 1993 treu.

### Wechsel nach Nottingham
Im Dezember 1993 musste Bryne sein „Juwel“ schließlich doch ziehen lassen. Der englische Traditionsverein Nottingham Forest, der nach 16-jähriger Erstligazugehörigkeit abgestiegen war, hatte bereits ein halbes Jahr um ihn geworben. Frank Clark, der die Nachfolge von Managerlegende Brian Clough antrat, musste nach dem Abstieg unter anderem die Abgänge von Roy Keane und Teddy Sheringham kompensieren und nahm dies zum Anlass, die Mannschaft massiv zu verjüngen. Zuvor hatte er im Sommer mit Lars Bohinen bereits einen alten Bekannten aus diversen norwegischen Jugendauswahlen geholt, bzw. mit den Transfers von Colin Cooper und Stan Collymore die Weichen für ein äußerst erfolgreiches Comeback in der Premier League gestellt. Einzig auf der Position des defensiven Mittelfeldspielers hatte man nach Keane keinen auch nur annähernd adäquaten Ersatz gefunden. Diese Rolle sollte nun Haaland ausfüllen. Doch das erste Halbjahr verlief enttäuschend. Zunächst hatte Haaland starke Anpassungsprobleme in der neuen Liga und wurde lediglich in der Reserve-Mannschaft eingesetzt.
Im März 1993 folgte sein Debüt in der Profi-Mannschaft im Spitzenspiel gegen Crystal Palace. Im nächsten Spiel fand er sich bereits in der Stammformation wieder, um sich im darauffolgenden Spiel das erste Mal am linken Fuß zu verletzen. Daraufhin fiel er für den Rest der Saison aus. Nottingham schaffte am Ende der Spielzeit aber auch ohne ihn als Zweitplatzierter den sofortigen Wiederaufstieg und zog in der Saison 1994/95 wieder in die Premier League ein. In dieser Spielzeit schaffte er den Durchbruch. Nottingham wurde als Aufsteiger sensationell Dritter und Haaland avancierte zum unangefochtenen Stammspieler. Vor der Saison 1995/96 verlor man mit Collymore den Superstar der Mannschaft an den FC Liverpool und fand sich mit Platz 9 nur mehr im Mittelfeld der Liga wieder. Haaland hatte die ganze Saison über mit kleineren Verletzungen zu kämpfen und kam lediglich auf 17 Einsätze. Im UEFA-Cup konnte er hingegen weit mehr überzeugen. So schlug man unter anderem AJ Auxerre und Olympique Lyon und schied erst im Viertelfinale gegen den späteren Sieger FC Bayern München aus.
Nach diesen Erfolgen kam es 1996/97 zur „Katastrophensaison“ für Nottingham. Trotz spektakulärer Neuverpflichtungen, wie Pierre van Hooijdonk oder Dean Saunders, verlief die Spielzeit überaus enttäuschend und man stieg als Letzter wieder aus der Premier League ab. Einzig Haaland machte einen weiteren Leistungssprung und ließ neben seiner defensiven Nachhaltigkeit auch mit sechs Saisontoren aufhorchen.

### Zeit bei Leeds United
Nach dem Abstieg erfolgte der totale Ausverkauf bei Nottingham und Haaland wechselte für umgerechnet ca. 2,5 Mio. € zu Leeds United. Leeds’ Manager George Graham gab in dieser Saison ca. 16 Mio. € aus, um mit aller Macht zu den großen vier der Premier League vorzudringen. Haaland sollte ein wichtiger Bestandteil in seiner Luxus-Mannschaft mit Spielern wie Jimmy Floyd Hasselbaink oder Harry Kewell werden. Das erste Jahr verlief nach Plan. Haaland war von Anfang an Stammspieler und konnte mit sieben Saisontoren seine Karrierebestmarke übertreffen. Leeds beendete die Saison als Fünfter. Es folgte ein Fehlstart in der Saison 1998/99, welcher Graham seinen Job kostete. Als neuer Manager wurde David O’Leary verpflichtet, der die Mannschaft fortan systematisch nach seinen Vorstellungen umbaute. Opfer dieses Umbaus sollten unter anderem die Graham-„Lieblinge“ Martin Hiden oder auch Haaland werden. Absolvierte er in der Saison 1998/99 noch 29 Premier-League-Spiele, kam er in der Folgesaison nur noch auf 13 Einsätze. O’Leary machte sich als Verfechter des „Jugendstils“ bei Leeds einen Namen und forcierte die von ihm aus dem Leeds-Nachwuchs geholten Spieler wie Jonathan Woodgate oder Stephen McPhail.

### Kapitän bei Manchester City
Es folgte der Wechsel für umgerechnet ca. 3,7 Millionen € zu Manchester City. In Manchester wurde er von Manager Joy Royle nach der Saisonvorbereitung zum Kapitän ernannt. In der Folge avancierte der gereifte Haaland aufgrund seiner Führungsqualitäten und konsequenten Zweikampfhaltung zum Publikumsliebling und Star der Mannschaft. Da der Kader für Premier-League-Verhältnisse aber zu schwach war, belegte City am Ende der Saison lediglich den 18. Tabellenplatz und Haaland musste zum zweiten Mal in seiner Karriere den schweren Gang in die zweite Liga antreten.

### Foul von Keane und Karriereende
In der Saison 2000/01 kam es für Haaland zum folgenschweren Zusammentreffen mit Roy Keane. Vorangegangen war ein Disput der beiden Spieler aus dem Jahr 1997. Keane hatte versucht, im Spiel zwischen Manchester United gegen Leeds Haaland mit einem Tackling zu stoppen. Bei dem Versuch zog er sich aber selbst einen Kreuzbandriss zu und fiel anschließend neun Monate verletzungsbedingt aus. Haaland blieb bei der Attacke unverletzt und beugte sich anschließend auf den verletzt am Boden liegenden Keane und beschuldigte ihn, eine Verletzung vorzutäuschen, um keine Bestrafung für seine rüde Attacke zu erhalten.
Daraufhin kam es zu keinem Aufeinandertreffen der beiden Spieler bis zum 21. April 2001. Fünf Minuten vor Spielende im Derby zwischen Manchester City gegen United foulte Keane den ballwegschlagenden Haaland per gestrecktem Fuß. Vorerst wurde das Foul als Revanchefoul gewertet und Keane erhielt eine Drei-Spiele-Sperre und eine Geldstrafe in Höhe von 5000 £.
Im August 2002 veröffentlichte Keane seine Autobiographie, in der er den Auseinandersetzungen zwischen ihm und Haaland ein ganzes Kapitel widmete und offen zugab, dass er ihn von Anfang an gezielt verletzen wollte:

„Ich habe lang genug gewartet. Ich habe ihn verflucht hart getroffen. Der Ball war da (glaube ich). Nimm das, du Schwein. Und steh niemals mehr über mir und spotte über gefakte Verletzungen.“

In der Folge wurde Keane vom englischen Fußballverband nachträglich mit einer weiteren Sperre von fünf Spielen und einer Geldstrafe in Höhe von 150.000 £ belegt.
Haaland musste seine Karriere kurze Zeit später wegen einer Verletzung am anderen Knie beenden. In einem Interview mit der englischen Sunday Tribune aus dem Jahre 2008 kritisierte er Keane, da dieser durch die Ausschlachtung des Fouls in seinem Buch seine Vorbildfunktion außer Acht gelassen habe, um mit dieser unrühmlichen Aktion Profit zu erzielen. Das Foul an sich werde er ihm nicht nachtragen, da so etwas im Fußball nun mal passiere. Angesprochen auf den ersten Vorfall als Leeds-Spieler meinte er, dass er es nicht für möglich gehalten habe, dass Keane über die Jahre derartig nachtragend sei.

## Nationalmannschaft
International sorgte er 1989 erstmals für Aufsehen, als er mit der U20-Auswahl Norwegens bei der Junioren-Fußballweltmeisterschaft in Saudi-Arabien Spanien mit 4:2 besiegte. Die damalige Auswahl war unter anderem mit seinen späteren A-Team-Kollegen Henning Berg, Lars Bohinen, Øyvind Leonhardsen, Roger Nilsen und Roar Strand gespickt. Es folgten drei Jahre in der Norwegischen U21, die er ab 1992 als Kapitän aufs Feld führte.
Bereits als England-Legionär erfolgte am 19. Januar 1994 sein Debüt für die A-Nationalmannschaft im Freundschaftsspiel gegen Costa Rica. Bei der Weltmeisterschaft 1994 in den USA wurde er im Spiel gegen Italien zur unglücklichen Figur der Norweger. In Minute 69 verschuldete er mit einem unnötigen Foul an Giuseppe Signori einen Freistoß, der zum Siegtor der Italiener durch Dino Baggio führte. Das erste Spiel gegen Mexiko konnte man noch mit 1:0 für sich entscheiden. Im letzten Vorrundenspiel gegen Irland verzichtete der norwegische Trainer Egil Olsen zu Gunsten von Kjetil Rekdal auf ihn und ließ ihn die gesamte Spielzeit auf der Bank. Das Spiel endete 0:0 und Norwegen schied aufgrund des schlechteren Torverhältnisses aus dem Turnier aus.
Eine Verletzung verhinderte seine Nominierung für die Weltmeisterschaft 1998 in Frankreich. Zuvor war er in der Qualifikation eine unverzichtbare Stütze im defensiven Mittelfeld. Nachdem er seinen Stammplatz bei Leeds United verloren hatte, wurde er von Trainer Nils Johan Semb nicht für die Europameisterschaft 2000 in Belgien und den Niederlanden nominiert. Wie auch schon in der Qualifikation für die WM ’98 war er auch in der Qualifikation für die EM noch in einem Großteil der Qualifikationsspiele eine Stammkraft im Team.
Zwischen 1999 und 2001 wurde er nicht mehr für die Nationalmannschaft nominiert, ehe er nach starken Leistungen als Kapitän von Manchester City am 25. April 2001 sein Comeback im Freundschaftsspiel gegen Bulgarien feierte. Aufgrund seines jähen Karriereendes avancierte dieses Spiel zu seinem letzten Auftritt für Norwegen.
Haaland ist nur einer von sechs norwegischen Nationalspielern, welche niemals in der ersten norwegischen Liga gespielt haben. Weiterhin ist er Inhaber der „Goldenen Uhr“, die jedem verdienten norwegischen Nationalspieler verliehen wird, der 25 A-Mannschaftseinsätze absolviert hat. Insgesamt absolvierte er zwischen 1994 und 2001 34 Länderspiele.